# Rosa María Artal
Rosa María Artal Martínez (Zaragoza, 14 de marzo de 1949) es una periodista y escritora española.

## Biografía
Nacida el 14 de marzo de 1949 en Zaragoza, reside en Madrid. Es licenciada en Ciencias de la Información por la Universidad Complutense de Madrid; y cuenta con estudios en Sociología y Ciencias Políticas. 
Su vinculación con Televisión Española data de 1973, cuando trabajó en el centro de producción de Las Palmas de Gran Canaria, continuando en los de Bilbao y Zaragoza. Entre febrero y octubre de 1983 presentó el Telediario 3 realizado por José María Fraguas hasta su cese por dimisión, presentada al Jefe de Informativos Enrique Vázquez. Después pasa al programa Informe semanal, al que ha dedicado buena parte de su carrera profesional tanto en labores de presentadora como de reportera, con un intervalo en TVE Internacional. Como reportera de Informe semanal cubrió, entre otros acontecimientos, la caída del Muro de Berlín. En el año 1991 fue nombrada corresponsal de Televisión Española en Londres. Fue directora del programa Dos en la madrugada y Rosa en la madrugada (1994) de Radio Nacional.
Ha escrito habitualmente artículos de opinión para los periódicos El País -periódico para el que fue corresponsal en Aragón durante la Transición- y en Público. Desde 2012 escribe en el medio digital elDiario.es.
Es autora de una decena de libros, entre los que destacan: Diario de una mujer alta (2001), 11M-14M: onda expansiva (2004), España, ombligo del mundo (2008) y Reacciona (2011), del que fue promotora, coordinadora y coautora. 
Es autora del blog El periscopio.
En mayo de 2016 anunció su candidatura al Congreso por Zaragoza como independiente con Podemos, en la lista de Unidos Podemos y con el número dos.

## Libros publicados
- 2001 - Diario de una mujer alta.
- 2002 - El casado infiel.
- 2004 - 11-M, 14-M: onda expansiva.
- 2005 - Ellas según ellos.
- 2005 - ¡Mírame!: el reto de la mujer madura.
- 2008 - España, ombligo del mundo.
- 2011 - Reacciona (con José Luis Sampedro, Baltasar Garzón, Federico Mayor Zaragoza, Javier Pérez de Albéniz, Javier López Facal, Carlos Martínez Alonso, Ignacio Escolar, Àngels Martínez i Castells, Juan Torres López y Lourdes Lucía).
- 2011 - La Energía Liberada.
- 2013 - Salmones contra percebes.
- 2019 - Derribar los muros. Obra colectiva coordinada por Artal con prólogo de Federico Mayor Zaragoza. Colaboran: Javier Valenzuela, José Antonio Pérez Tapias, Lourdes Lucía, Pedro de Alzaga, Violeta Assiego,  Javier Pérez de Albéniz, Carmen Madorrán Ayerra, Pablo Bustinduy y Àngels Martínez Castells. Editorial Rocaeditorial.

## Reconocimientos
Ha obtenido varios premios a lo largo de su carrera, entre ellos:
- 2006: Talento de la Televisión de la Academia de Televisión.
- 2007: Premio Pfeiffer de Periodismo.

- 2020: Premio a la Trayectoria de la Associació de Dones Periodistes de Catalunya.[5]